# منتج أفلام
منتج الفلم (بالإنجليزية: film producer) هو الشخص الذي يشرف على إنتاج الفلم. سواء تم توظيفهم من قبل شركة إنتاج أو يعملون بشكل مستقل. يقوم المنتجون بتخطيط وتنسيق مختلف جوانب إنتاج الفلم: مثل اختيار السيناريو، تنسيق الكتابة والتوجيه والتحرير وترتيب التمويل.
المنتج مسؤول عن إيجاد واختيار المواد الواعدة لتصبح فلما. ثم (في حال لم يكن الفلم مبنيًا على نص موجود) يتعين على المنتج توظيف كاتب سيناريو والإشراف على تطوير السيناريو. ثم يقود المنتج خطوة لتأمين الدعم المالي للسماح ببدء الإنتاج. كما يشرف المنتج على مراحل صناعة الأفلام: مرحلة ما قبل الإنتاج، التصوير الرئيسي، ومرحلة ما بعد الإنتاج. تتمثل إحدى أهم المهام في تعيين المخرج وأعضاء الطاقم الرئيسيين الآخرين. في حين يتخذ المخرج القرارات الإبداعية أثناء الإنتاج، يدير المنتج عادةً العمليات اللوجستية والتجارية، على الرغم من أن بعض المخرجين ينتجون أيضًا أفلامهم الخاصة. المنتج مكلف بالتأكد من تسليم الفلم في الوقت المحدد وفي حدود الميزانية. أخيرًا، يشرف المنتج على تسويق وتوزيع الفلم.
لأسباب مختلفة، لا يمكن للمنتجين الإشراف دائمًا على كل الإنتاج. في هذه الحالة، قد يقوم المنتج الرئيسي أو المنتج التنفيذي بتوظيف وتفويض العمل للمنتجين المعاونين أو المنتجين المساعدين أو المنتجين الخطيين أو مديري إنتاج الوحدات.

## المسؤوليات

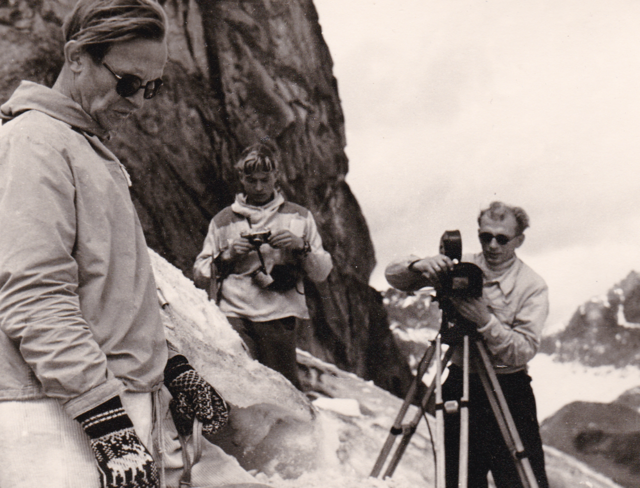
جوزيف بليسنر في موقع التصوير

خلال «مرحلة الاكتشاف»، يجد المنتج ويختار المواد الممكن تطويرها. بعد ذلك، إذا لم يكن الفلم مبنيًا على نص موجود، يجب على المنتج توظيف كاتب سيناريو والإشراف على تطوير السيناريو. بمجرد اكتمال النص، سيقود المنتج خطوة لتأمين الدعم المالي («الضوء الأخضر») للسماح ببدء الإنتاج.

### التطوير وما قبل الإنتاج
خلال هذه المرحلة من عملية الإنتاج والمنتجين يجمع الناس مثل المخرج، المصور السينمائي، ومصمم الإنتاج. في حال لن يعتمد الفلم على نص موجود، يجب على المنتج أن يجد كاتب سيناريو مناسبا. إذا تم اعتبار النص الحالي معيبًا، يمكن للمنتج طلب نسخة جديدة أو اتخاذ قرار بتعيين طبيب سيناريو. للمنتج أيضًا القول الفصل في تعيين مخرج الفلم وأعضاء فريق التمثيل وغيرهم من الموظفين. في بعض الحالات، يكون لديهم أيضًا الكلمة الأخيرة عندما يتعلق الأمر بتجارب الأداء. سيتألف دور المنتج أيضًا من الموافقة على المواقع، وتوظيف الاستوديو، والسيناريو النهائي للتصوير، وجدول الإنتاج، والميزانية. يمكن أن يؤدي المزيد من الوقت والمال الذي يتم إنفاقه في مرحلة ما قبل الإنتاج إلى تقليل الوقت والمال المهدرين أثناء وقت الإنتاج.

### الإنتاج
أثناء الإنتاج، تتمثل مهمة المنتج في التأكد من أن إنتاج الفلم يتم في الموعد المحدد وتحت الميزانية. ويكون دائمًا على اتصال مع المديرين وأعضاء الفريق المبدعين الرئيسيين الآخرين.
لأسباب مختلفة، لا يستطيع المنتجون دائمًا الإشراف الشخصي على جميع أجزاء إنتاجهم. على سبيل المثال، يدير بعض المنتجين شركة تتعامل أيضًا مع توزيع الأفلام. أيضًا، غالبًا ما يعمل طاقم التمثيل والفلم في أوقات وأماكن مختلفة، وتتطلب بعض الأفلام وحدة ثانية.

### مرحلة ما بعد الإنتاج
حتى إذا تم الانتهاء من التصوير، لا يزال بإمكان المنتجين المطالبة بتصوير مشاهد إضافية. في حالة الفحص السلبي، قد يطلب المنتج ويحصل على نهاية بديلة للفلم. على سبيل المثال، كان رد فعل الجمهور سلبيًا للغاية على وفاة رامبو في اختبار عرض فلم الدم الأول، وطلب المنتجون من الممثلين وطاقم العمل تصوير نهاية جديدة. يشرف المنتجون أيضًا على حقوق المبيعات والتسويق والتوزيع للفلم، ويعملون غالبًا مع شركات خارجية متخصصة.

## أنواع	المنتجين
تشمل الأنواع المختلفة للمنتجين وأدوارهم في الصناعة اليوم ما يلي:

### المنتج التنفيذي
يشرف المنتج التنفيذي على جميع المنتجين الآخرين الذين يعملون في نفس المشروع. ويضمن أن المنتجين يقومون بمسؤولياتهم في الإنتاج. ويكون مسؤولا عادةً عن إدارة الشؤون المالية للفلم والتعامل مع جميع جوانب العمل الأخرى للفلم. في المسلسل التلفزيوني، غالبًا ما يكون المنتج التنفيذي أو المنتج التنفيذي المشارك كاتبًا ويتم منحه الفضل في القدرة الإبداعية. في الفلم الطويل غالبا ما يكون المنتج المنفذ الشخص الذي قام بتمويل مباشرة فلم أو الشخص الذي عثر على المستثمرين أو الشركة التي وفرت التمويل.

### منتج الخط
يدير منتج الخط الموظفين والعمليات اليومية ويشرف على كل جانب مادي يشارك في صنع فلم أو برنامج تلفزيوني. يمكن أن يُنسب الفضل على أن الفلم «تم إنتاجه بواسطة» إلى منتج الخط في حالات معينة.

### المنتج المشرف
يشرف المنتج المشرف على العملية الإبداعية لتطوير السيناريو وغالباً ما يساعد في إعادة كتابة السيناريو. ويمكنه أيضًا أداء دور المنتج التنفيذي للإشراف على المنتجين الآخرين.

### منتج
ضمن عملية الإنتاج، يمكن للمنتِج الإشراف على كل جانب في عملية الإنتاج من ترتيب وإدارت واستعداد. يشاركون في كل مرحلة من مراحل عملية الإنتاج الشاملة.

### منتج مشارك
المنتج المشارك هو عضو في فريق من المنتجين الذين يؤدون جميع الوظائف والأدوار التي سيكون لمنتج واحد في مشروع معين.

### منتج منسق أو منسق إنتاج
يقوم المنتج المنسق بتنسيق عمل/دور العديد من المنتجين الذين يحاولون تحقيق نتيجة مشتركة.

### منتج مشارك أو منتج مساعد
يساعد المنتج المشارك أو المنتج المساعد أثناء عملية الإنتاج. يمكن أن يشارك أحيانًا في تنسيق وظائف الآخرين، مثل إنشاء جداول زمنية للأشخاص وتوظيف المواهب الرئيسية.

### منتج المقطع
ينتج منتج المقطع مقطعًا واحدًا محددًا أو أكثر من الإنتاج التلفزيوني أو الفلم متعدد الأجزاء.

### منتج ميداني
يساعد المنتج الميداني المنتج من خلال الإشراف على كل الإنتاج الذي يتم خارج الاستوديو في مواقع محددة للفلم.

## علاقات العمل
يعتبر المنتجون موظفين تنفيذيين فيما يتعلق بقانون معايير العمل العادل لعام 1938 في الولايات المتحدة، ويمثل المنتجون فريق الإدارة للإنتاج ويتم تكليفهم من قبل الاستوديوهات لإنفاذ أحكام عقود النقابات التي تم التفاوض عليها من قبل تحالف منتجي الصور المتحركة والتلفزيون (AMPTP) مع الموظفين أسفل الخط. تأسس التحالف ك«جمعية منتجي الصور المتحركة» في عام 1924 من قبل جمعية التجارة الأمريكية، كان تحالف منتجي الصور المتحركة والتلفزيون مسؤولا في الأصل عن التفاوض على عقود العمل، ولكن خلال منتصف الثلاثينيات من القرن العشرين، تولت جميع مسؤوليات التفاوض على العقود التي كانت تسيطر عليها سابقًا أكاديمية فنون وعلوم الصور المتحركة  اليوم، يتفاوض تحالف منتجي الصور المتحركة والتلفزيون مع العديد من الجمعيات الصناعية عند التعامل مع عقود النقابات، بما في ذلك التحالف الدولي لموظفي المسرح المسرحي، والاتحاد الأمريكي لفناني التلفزيون والراديو، ونقابة المخرجين الأمريكيين، ونقابة ممثلي الشاشة. في عام 2012، تفاوض تحالف منتجي الصور المتحركة والتلفزيون على ثمانين اتفاقية نقابية على مستوى الصناعة نيابة عن 350 استوديو وشركة إنتاج مستقلة. منذ عام 1982، كان تحالف منتجي الصور المتحركة والتلفزيون مسؤولاً عن التفاوض على اتفاقيات الاتحاد هذه ويعتبر الآن الممثل الرسمي لمفاوضات العقد لكل شخص في صناعة السينما والتلفزيون.
في حين أن المنتجين الفرديين مسؤولون عن التفاوض على صفقاتهم الخاصة مع الاستوديوهات التي توزع أفلامهم، فإن نقابة المنتجين الأمريكيين تقدم إرشادات لحماية وتعزيز مصالح المنتجين وفريق الإنتاج في السينما والتلفزيون والوسائط الجديدة، مما يوفر إطار عمل لتوفير التأمين الصحي ومزايا التقاعد، ويساعد في إنشاء ظروف عمل آمنة والتحقق من صلاحية اعتمادات الشاشة.

## المهنة
يبدأ العديد من المنتجين في كلية أو جامعة أو مدرسة أفلام. بمناسبة إعلان مدرسة السينما الخاصة به، «مدرسة المدينة» (بالفرنسية: École de la Cité) اعترف المنتج السينمائي لوك بيسون، أنه في بداية حياته المهنية، كان سيثمن فرصة الالتحاق بمدرسة للسينما. تقوم مدارس السينما والعديد من الجامعات بتقديم دورات بالشهادة التي تشمل معرفة كيفية إنتاج الأفلام، مع كون بعض الدورات مصممة خصيصا لمنتجي الأفلام المستقبل. تركز هذه الدورات على الموضوعات الرئيسية مثل الترويج وتطوير النص وتقييم النص وتصميم جدول التصوير والميزانية. يمكن للطلاب أيضًا توقع تدريب عملي يتعلق بمرحلة ما بعد الإنتاج. يعد التدريب في إحدى المدارس الأكثر إنتاجًا أحد أكثر الطرق فعالية التي يمكن للطالب من خلالها إظهار المحترفين بأنهم ليسوا مبتدئين.
في حين أن التعليم هو إحدى الطرق لبدء الحياة المهنية كمنتج أفلام، إلا أن الخبرة مطلوبة أيضًا للحصول على وظيفة. تعتبر فترة التدريب طريقة رائعة لاكتساب الخبرة أثناء التواجد في المدرسة ومنح الطلاب أساسًا متينًا يبنون عليه حياتهم المهنية. العديد من الدورات التدريبية تكون بدفع المال، وهذا يمكن الطلاب من كسب المال أثناء اكتساب المهارات العملية من المتخصصين في هذا المجال. من خلال فترات التدريب، يتواصل الطلاب مع الأشخاص في صناعة السينما أيضًا. هذا يؤتي ثماره في النهاية عند البحث عن وظائف بعد المدرسة. بمجرد انتهاء فترة التدريب، ستكون الخطوة التالية عادةً هي الحصول على منصب مبتدئ، مثل مساعد إنتاج.
يمكن أن تختلف الأجور بناءً على دور المنتج وموقع التصوير. في الولايات المتحدة، يمكن أن يبدأ الراتب في أي مكان من 20000 دولار إلى 70000 دولار، ويتضاعف عند العمل في لوس أنجلوس. متوسط الراتب السنوي لمنتج في الولايات المتحدة هو 109.844 دولارًا. عندما تم فحص أكثر من 15000 منتج في منطقة لوس أنجلوس الحضرية، بلغ متوسط الراتب السنوي 138,640 دولارًا. يمكن للمنتجين أيضًا الحصول على اتفاق لأخذ نسبة مئوية من مبيعات الفلم.
لا يوجد متوسط يوم عمل لمنتجي الأفلام لأن مهامهم تتغير من يوم لآخر. غالبًا ما تكون ساعات عمل المنتج غير منتظمة ويمكن أن تتكون من أيام طويلة جدًا مع إمكانية العمل في ليالي وعطلات نهاية الأسبوع.